# Kuknoor, Yelbarga
Kuknoor là một làng thuộc tehsil Yelbarga, huyện Koppal, bang Karnataka, Ấn Độ.